# Bryconexodon
Bryconexodon és un gènere de peixos de la família dels caràcids i de l'ordre dels caraciformes.

## Taxonomia
- Bryconexodon juruenae (Géry, 1980)[2]
- Bryconexodon trombetasi (Jégu, Santos & Ferreira, 1991)[3][4][5][6][7][8][9][10]